# Estadio Municipal de Las Margaritas
El Estadio Municipal de Las Margaritas fue un recinto deportivo español con capacidad para 3,000 espectadores, donde ejercía de local el Getafe Deportivo y Getafe Club de Fútbol desde 1970 hasta su demolición en 1997, cuando se construyó el Coliseum de Getafe. El estadio llevaba su nombre debido a que estaba situado en el barrio getafense de Las Margaritas.
El CF Fuenlabrada y CD Leganés también llegaron a ejercer algunos pocos partidos de local en el recinto.

## Historia
El estadio fue inaugurado oficialmente el 2 de septiembre de 1970 cuando el Getafe Deportivo venció por 3-1 al Michelín, anterior a este campo el Getafe disputaba sus encuentros en el estadio Municipal de San Isidro.
Desde la temporada 1976/77 y hasta la temporada 1981/82 el campo albergo los partidos del Getafe Deportivo en segunda división, también se destaca que en la temporada 1977/78 el Barcelona de Johan Cruyff visito el estadio para medirse al Getafe por los octavos de final de la copa del rey.
En 1986 algunas escenas de la película Policía fueron grabadas en el estadio. 
En 1997 el estadio fue demolido debido a que se estaba construyendo un estadio más grande en la ciudad, el actual Coliseum de Getafe.